# Berkeleyia hadala
Berkeleyia hadala (лат.) — вид кольчатых червей из семейства Orbiniidae класса многощетинковых. Перуанско-Чилийский жёлоб.

## Описание
Морские придонные многощетинковые черви с удлиненной формой тела. Длина 15 мм, ширина около 1 мм. Встречается в абиссали и ультраабиссали на глубинах от 3086 до 6143 м в Перуанско-Чилийском жёлобе, Тихий океан к западу от Южной Америки (от Эквадора до Чили). Тело цилиндрическое белого цвета. Видовое название происходит от местного народного названия Перуанско-Чилийского жёлоба, область обитания глубинной фауны которого они именуют Hadal Zone. Вид был впервые описан в 2017 году в ходе ревизии океанической фауны, проведённой американским зоологом Джеймсом Блейком (James A. Blake; Aquatic Research & Consulting, Дюксбюри, Массачусетс, США).